# باشگاه فوتبال الناصریه
باشگاه فوتبال الناصریه (به عربی: نادي الناصرية) یک باشگاه فوتبال عراقی در شهر ناصریه استان ذی‌قار می‌باشد.